# Jane Jenson
Jane Jenson, née le 26 février 1946, est une politologue et sociologue canadienne, spécialiste des politiques sociales, de l'égalité des sexes et de la gouvernance. Elle est professeure émérite à l'Université de Montréal.

## Formation et carrière
Jane Jenson obtient un baccalauréat en science politique et en économie à l'Université McGill, puis une maîtrise et un doctorat en science politique à l'Université de Rochester.
Elle commence sa carrière universitaire au début des années 1970 à l'Université Carleton, avant de rejoindre l'Université de Montréal en 1993 comme professeure titulaire. En 1988, elle occupe la chaire William Lyon Mackenzie King en études canadiennes à l'Université Harvard.
Jane Jenson dirige de 1999 à 2003 le Réseau de la famille des Réseaux canadiens de recherche en politiques publiques (Canadian Policy Research Networks). Elle est présidente de l'Association canadienne de science politique en 1996-1997, puis de la Société québécoise de science politique (SQSP) en 1999-2000.

## Travaux de recherche
Ses travaux couvrent un large éventail de thématiques : mouvements sociaux, relations Québec–Canada, diversité culturelle, études féministes, politiques familiales (services de garde, soins aux personnes âgées).
Elle introduit le concept de « régime de citoyenneté » pour décrire les relations changeantes entre les citoyen·ne·s et l'État dans le contexte des transformations de l'État-providence.
Depuis les années 2000, elle concentre ses recherches sur le paradigme de l'« investissement social », tant au Canada que dans l'Union européenne. Elle est régulièrement consultée par des gouvernements, ONG et centres de recherche à travers le monde.

## Prix et distinctions
- Boursière Trudeau, 2005[5].
- Élection à la Société royale du Canada en 1989[1].
- Lauréate du prix d'excellence de la SQSP en 2014[3].
- Membre de l'Académie américaine des arts et des sciences en 2019[6].

La SQSP crée en 2015 le Prix Jenson-Pétry, qui récompense chaque année le meilleur mémoire de maîtrise en science politique rédigé en français au Canada.

## Publications majeures
- Qui doit garder le jeune enfant? Les représentations du travail des mères dans l'Europe en crise (avec Mariette Sineau), Paris, L'Harmattan, 1998.
- Who Cares? Women's Work, Child Care and Welfare State Redesign (avec Mariette Sineau), Toronto, University of Toronto Press, 2001.
- Defining and Measuring Social Cohesion, Commonwealth Secretariat and United Nations Research Institute for Social Development, 2010.
- Reassembling Motherhood: Procreation and Care in a Globalized World (co-dir. avec Yasmine Ergas et Sonya Michel), Columbia University Press, 2017.